# Michele Zamboni
Pour les articles homonymes, voir Zamboni.
Michele Zamboni (né le 7 décembre 1970 à Brescia,) est un coureur cycliste italien, actif dans les années 1980 et 1990.

## Biographie
Entre 1989 et 1996, Michele Zamboni évolue au sein des clubs Resine Ragnoli, Cuoril Domus et Zalf Euromobil Fior. Bon sprinteur, il s'illustre durant cette période en remportant de nombreuses courses chez les amateurs. Il s'impose également sur une étape de la Semaine cycliste bergamasque. 
Après ses performances, il passe professionnel en 1997 au sein de l'équipe Brescialat-Oyster, alors qu'il est âgé de vingt-sept ans. Son meilleur résultat est une dixième place sur la première étape de la Bicyclette basque. Il participe également à Paris-Roubaix, où il se classe 58e. 

## Palmarès
- 1989
  - Trofeo Caduti Comune di Sulbiate
- 1990
  - Coppa Comune di Canneto sull'Oglio
  - Gran Premio San Gottardo
  - 3e de la Coppa Sportivi Gombitesi
- 1991
  - Trofeo Comune di Opera
  - Coppa Comune di Canneto sull'Oglio
  - Trofeo Comune di Piadena
  - Circuito Molinese
  - 2e de Milan-Bologne
- 1992
  - Coppa Comune di Canneto sull'Oglio
  - Piccola Coppa Agostoni
  - Medaglia d'Oro GS Budriese
  - 100 Km. di Nuvolato
  - 2e étape de la Corsa del Sole
  - Circuito Molinese
- 1993
  - Gran Premio Sagra
  - Trophée Gandolfi
  - Trophée Antonietto Rancilio
  - 2e du Gran Premio della Liberazione
  - 2e du Trophée Raffaele Marcoli
- 1994
  - Circuito del Porto-Trofeo Arvedi
  - Circuito di Orsago
  - Coppa San Vito
  - Grand Prix Ceda
  - Circuito di Paderno
- 1995
  - Trofeo Circolo Sportivo Labor
  - Gran Premio Castello di Porpetto
  - 3e de La Popolarissima
- 1996
  - 6e étape de la Semaine cycliste bergamasque
  - 2e de la Coppa Caivano